# Dansk Melodi Grand Prix 2012
Der 42. Dansk Melodi Grand Prix fand am 21. Januar 2012 im Gigantium in Aalborg statt und war der dänische Vorentscheid für den Eurovision Song Contest 2012 in Baku (Aserbaidschan). Es war das dritte Mal, nach 2006 und 2010, dass Aalborg Austragungsort der dänischen Vorentscheidung war.

## Format
Einen Tag nach dem Eurovision Song Contest 2011 am 14. Mai 2011 bekundete der DR seine Teilnahme am Eurovision Song Contest 2012 in Baku, Aserbaidschan.
Potentielle Kandidaten reichten bis zum 26. September 2011 678 Beiträge ein.
Am 5. Januar 2012 wurden wie in den Vorjahren zehn Interpreten und Lieder angekündigt. Jedoch musste einer der Finalisten, Valen:tine mit Nowhere disqualifiziert werden, da der Titel vor Erteilung der Genehmigung durch die European Broadcasting Union veröffentlicht wurde, was einen Regelverstoß bedeutete. Es gab keinen Ersatz dafür, so dass nur neun Wettbewerber an der Konkurrenz teilnahmen.
In einer ersten Runde bestimmten die Zuschauer und eine professionelle dänische Jury die drei besten Lieder. Der Sieger wurde dann unter diesen von den Zuschauern, der dänischen und einer internationalen Jury (mit Juroren aus Aserbaidschan, Deutschland, Norwegen und Russland) ausgewählt. In beiden Runden gingen die Zuschauer-Stimmen und das Urteil der Jury zu 50 % in die Wertung ein.
Die Zusammensetzung der internationalen Jurys wurde am 14. Januar 2012 durch DR veröffentlicht.

## Teilnehmer
| 01 | Jesper Nohrstedt                  | Take Our Hearts M/T: Mads B.B. Krog, Engelina Larsen, Morten Hampenberg   | Englisch |
| 03 | Aya                               | Best Thing I Got M/T: John Gordon, Julie Frost                            | Englisch |
| 04 | Kenneth Potempa                   | Reach for the Sky M/T: Peter Bjørnskov, Lene Dissing, Sune Haansbæk       | Englisch |
| 05 | Ditte Marie                       | Overflow M/T: Mike Eriksson, Johnny Sanchez, Hanif Sabzevari              | Englisch |
| 06 | Emilia & Philip                   | Baby, Love Me M/T: Philip Halloun, Jonnaemilia Kärkkäinen                 | Englisch |
| 07 1 | Suriya                            | Forever I B Young M/T: Jakob Winge, Thomas Hoffmann, Suriyatim Hoffmann   | Englisch |
| 08 | Karen Viuff                       | Universe M/T: Simon Borch, Lise Cabble, Boe Larse                         | Englisch |
| 09 1 | Soluna Samay                      | Should've Known Better M: Chief 1, Remee; T: Chief 1, Remee, Isam Bachiri | Englisch |
| 10 1 | Christian Brøns & Patrik Isaksson | Venter M/T: Christian Brøns Petersen, Patrik Isaksson, Rune Braager       | Dänisch  |
| 02 | Valen:Tine                        | Nowhere M/T: Tine Lynggaard, Søren Itenov, Christoffer Stjerne            | Englisch |
| Jury-Punktesprecher und Mitglieder |                                   |                                                                           |          |
| - – Alexander Rybak, Venke Knutson, Omer Bhatti, Kjell Peter Askersrud, Bjørn Johan Muri - – Alexei Worobjow, Lera Masskva, Yuri Madianik, Anna Kulikova, Mario Durand - – Oceana, Rüdiger Brans (Sänger), Peter Bergener, Roger Cicero, Mike Rötgens - – Nigar Camal, Eldar Qasımov, Isa Melikov, Dilara Kazimova, Aysel Teymurzadə - – Kenneth Bager, Laust Sonne, Søs Fenger, Freja Loeb, Lars Trillingsgaard |                                   |                                                                           |          |

 Kandidat hat sich für K.O.-Runde qualifiziert.

### Super-Finale
| Platz | Startnr. | Interpret                         | Lied Musik (M) und Text (T) | Jury     | Jury     | Jury        | Jury          | Jury     | Punkte | Punkte     | Punkte |
| Platz | Startnr. | Interpret                         | Lied Musik (M) und Text (T) | Norwegen | Russland | Deutschland | Aserbaidschan | Danemark | Jury   | Televoting | Gesamt |
| ----- | -------- | --------------------------------- | --------------------------- | -------- | -------- | ----------- | ------------- | -------- | ------ | ---------- | ------ |
| 1.    | 09       | Soluna Samay                      | Should've Known Better      | 10       | 10       | 10          | 12            | 12       | 54     | 56         | 110    |
| 2.    | 01       | Jesper Nohrstedt                  | Take Our Hearts             | 12       | 12       | 12          | 10            | 10       | 56     | 46         | 102    |
| 3.    | 10       | Christian Brøns & Patrik Isaksson | Venter                      | 8        | 8        | 8           | 8             | 8        | 40     | 48         | 088    |